# Cascada artificial

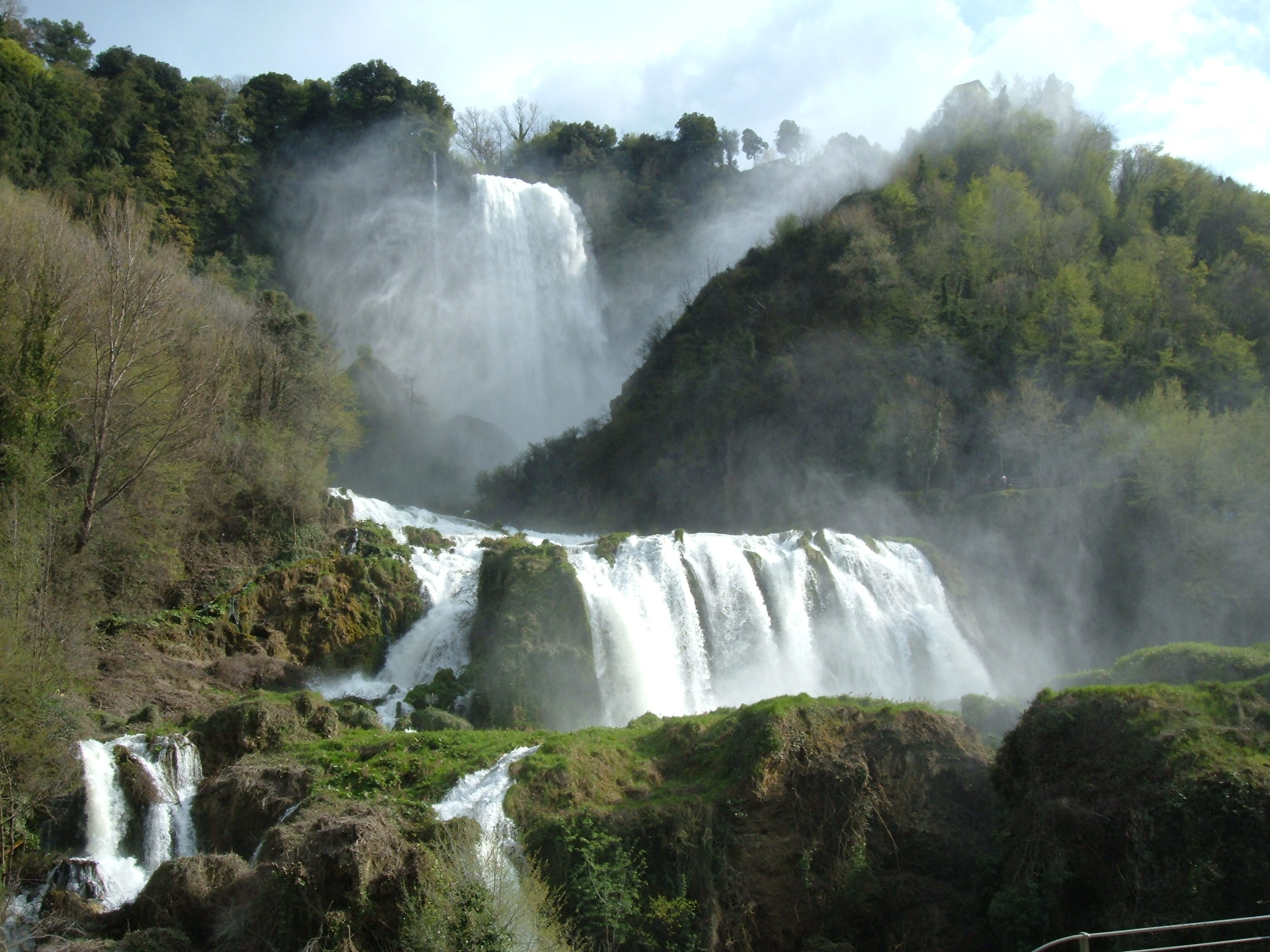
Las Cascada de Marmore en Umbría, Italia es la cascada artificial más alta del mundo.

Una cascada artificial es una fuente de agua o fuente que imita una cascada natural.
Las cascadas artificiales se han presentado durante mucho tiempo en los jardines japoneses tradicionales , donde pueden servir para resaltar una escena o para enfocar. El manual de jardinería clásico Sakuteiki, escrito a mediados y finales del siglo XI, enumera nueve tipos diferentes. La Cascada de Marmore es un ejemplo de una cascada artificial creada por los antiguos romanos.
Las cascadas artificiales fueron populares en Europa a finales del siglo XIX y principios del XX, incluida la famosa cascada en Viktoriapark en Berlín. Un ejemplo temprano en Estados Unidos son las cataratas de Huntington en Golden Gate Park, en la ciudad de San Francisco, California. En 1896, la revista Gardening Magazine informó que era la única cascada artificial en un parque público en América del Norte.

## Cascadas de interior

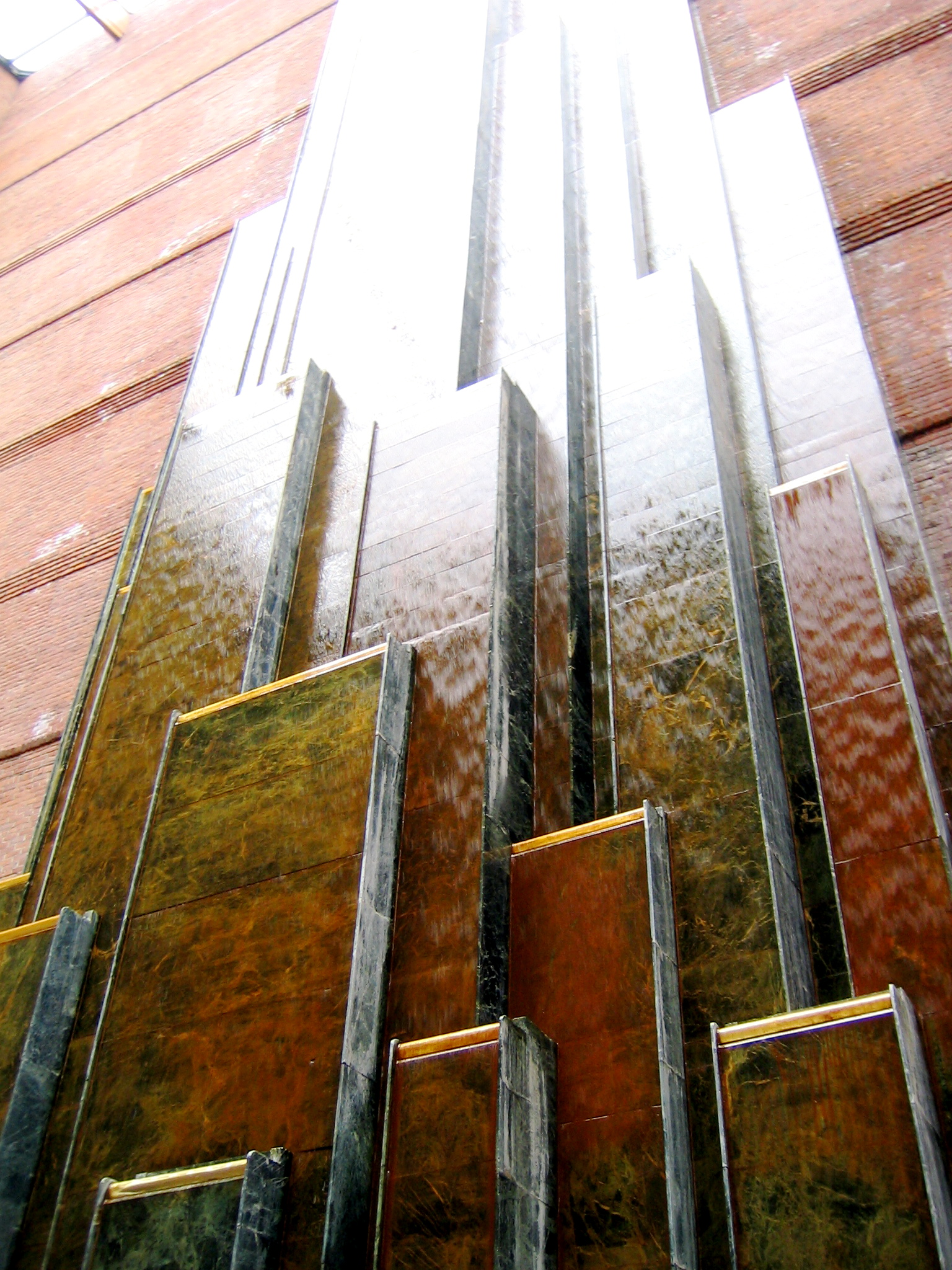
Una cascada interior en el Centro Internacional, en Detroit.

Las cascadas artificiales instaladas dentro de los edificios pueden ser pequeñas o bastante grandes. Algunos de los beneficios de las cascadas de interior se consideran su producción de ruido blanco, humedad y sentimientos naturalmente pacíficos engendrados por los espectadores. Las Cataratas de Jurong tiene 30 metros (98 pies) de altura y está ubicado dentro del Waterfall Aviary de acceso abierto en el Parque de aves de Jurong en Singapur.

## Galería

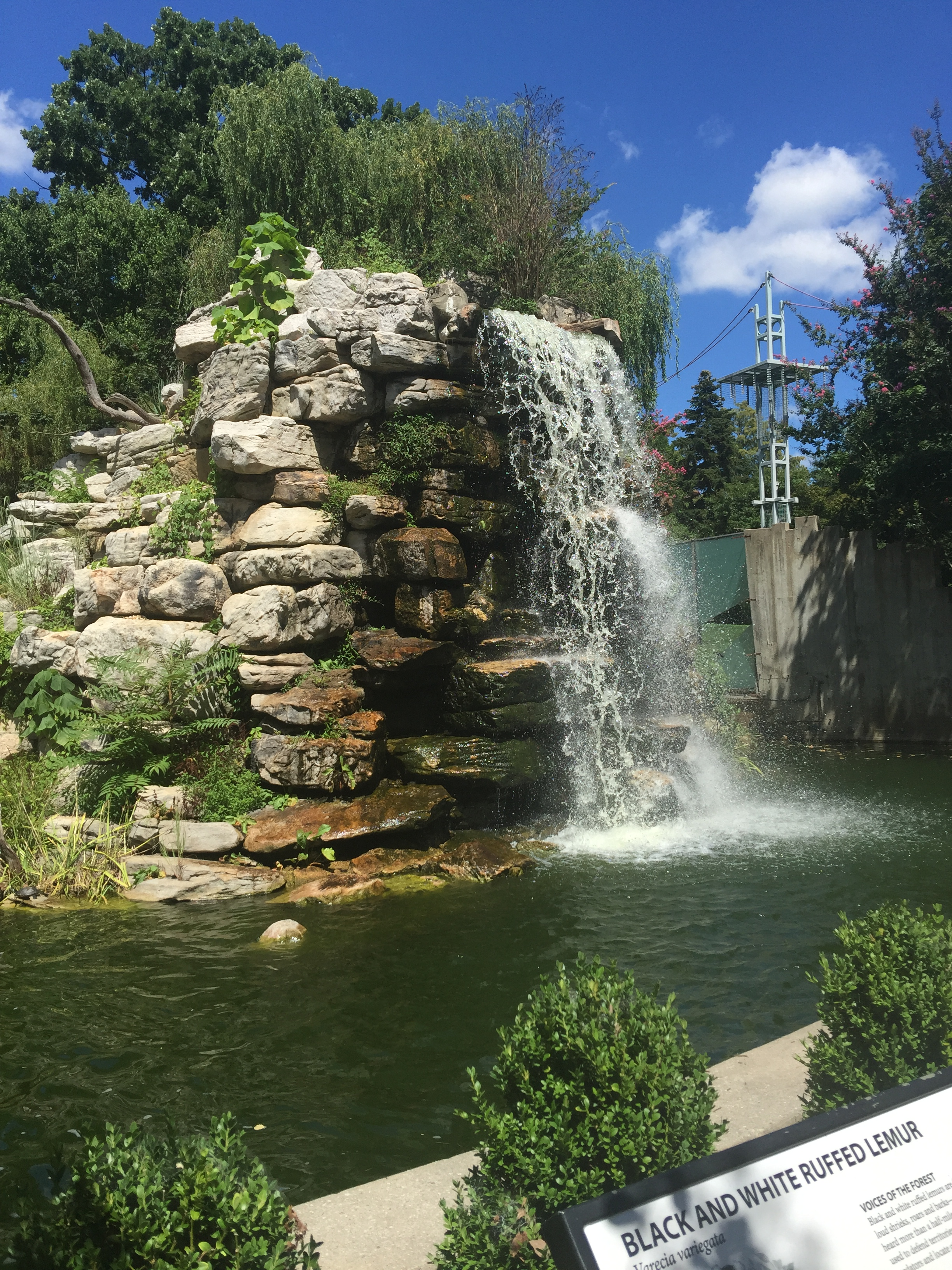
Una cascada artificial en un recinto de animales en el zoológico de Washington.
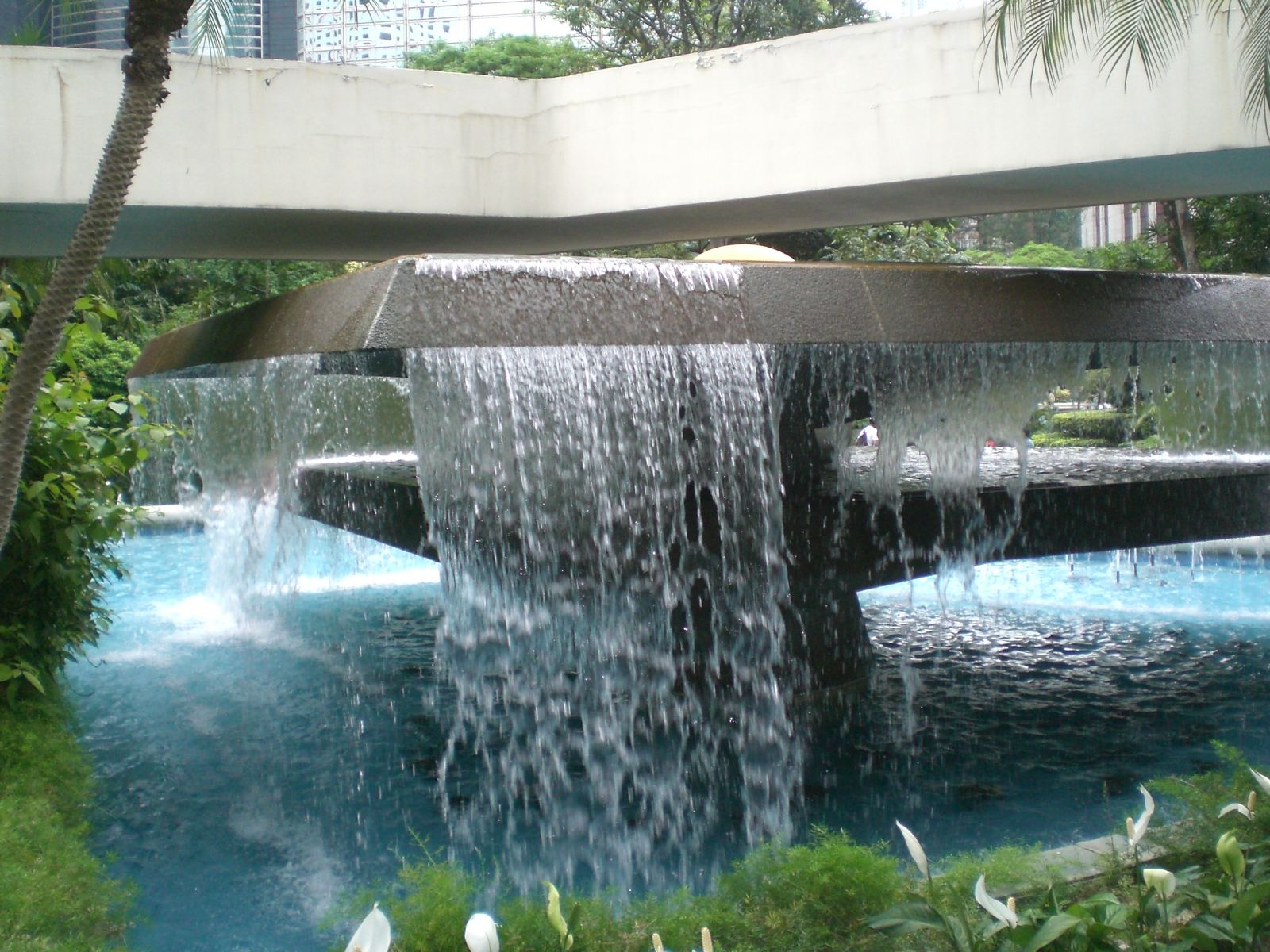
Chater Garden in Hong Kong
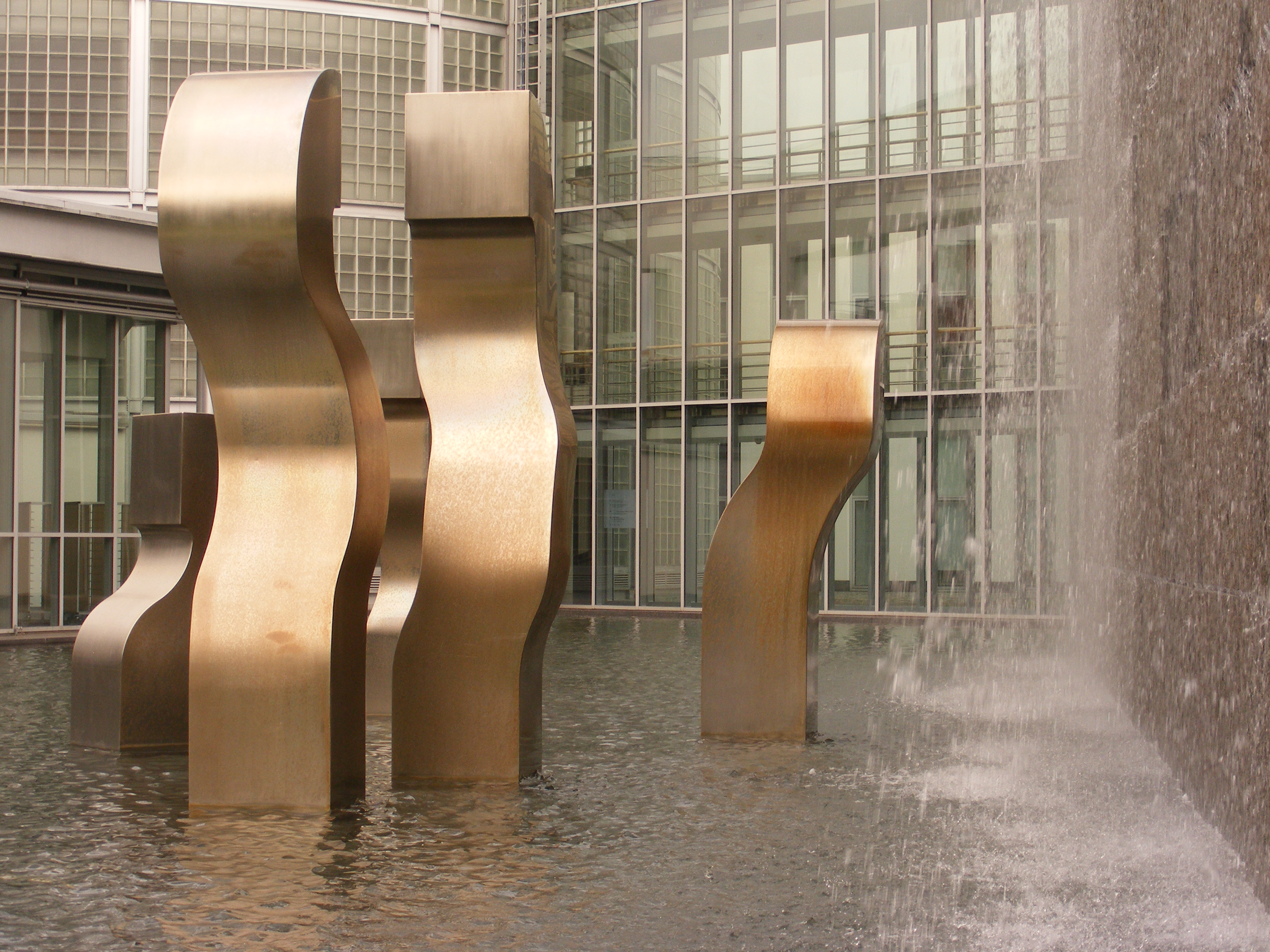
Cascada artificial y escultura en una empresa de transporte en Salzburgo (Austria)
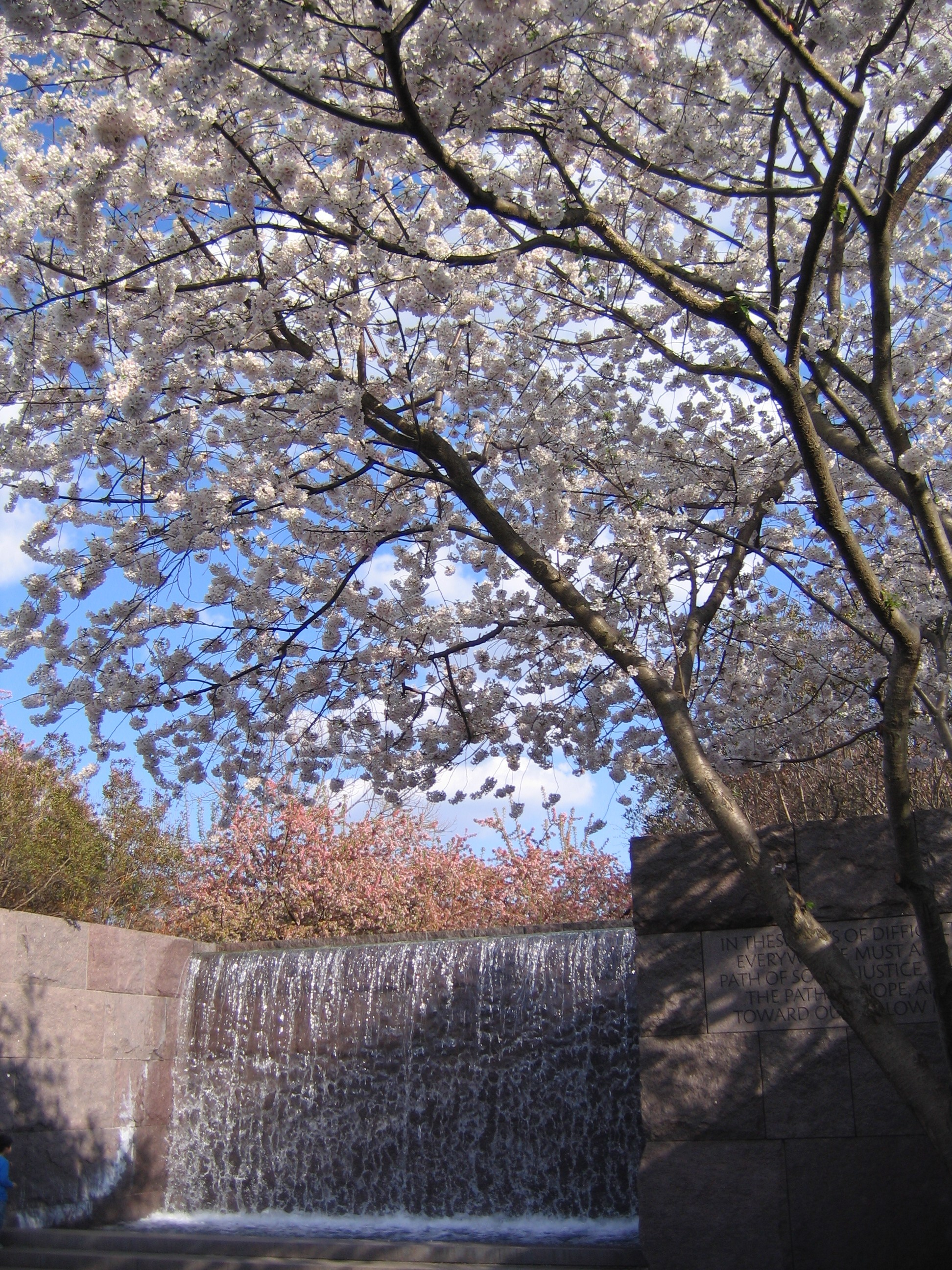
Memorial a Franklin Delano Roosevelt in Washington D. C.